# Iglesia de Cristo (Terreno del Templo)
La Iglesia de Cristo es una denominación del Movimiento de los Santos de los Últimos Días con sede en Independence, Misuri, en el lugar conocido como el Terreno del Templo. Miembros de esta iglesia, han sido comúnmente conocidos como "Hedrickitas", por Granville Hedrick, uno de sus primeros líderes. La iglesia ya no tiene diálogos oficiales con ninguna otra organización. El actual número de miembros es de 7.310 repartidos en varios países como: Canadá, México, Honduras, Nigeria, Kenia, República Democrática del Congo, Malaui, Tanzania, India y Filipinas. La mayoría de sus miembros vive en los Estados Unidos de América.

## Historia

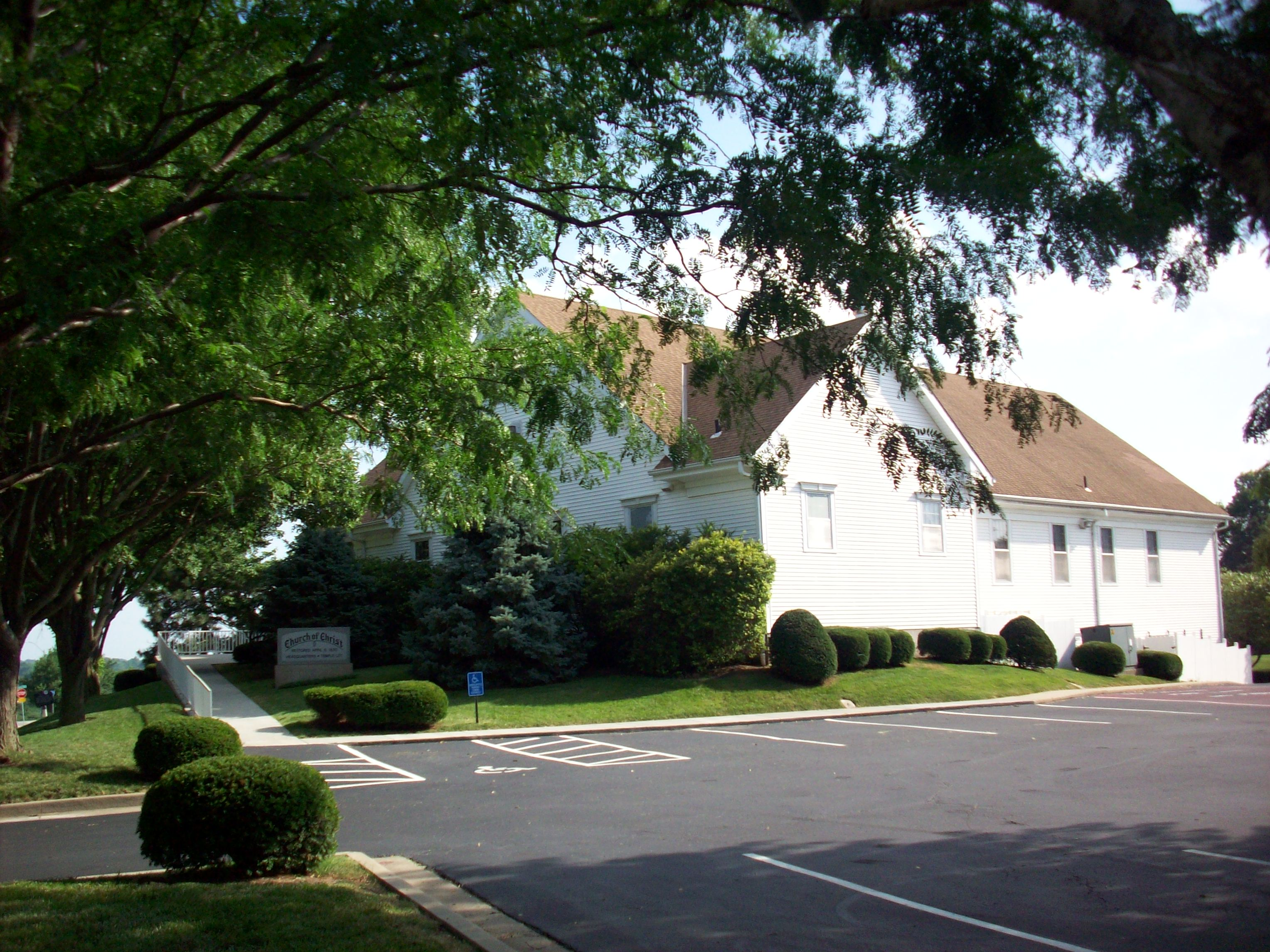
La sede de la iglesia en Independence, Misuri.

### Siglo XIX
La iglesia comparte su historia temprana con las más grandes denominaciones de los Santos de los Últimos Días, incluyendo a La Iglesia de Jesucristo de los Santos de los Últimos Días y la Comunidad de Cristo. Luego de la muerte del fundador del movimiento, José Smith Jr. en 1844, varios líderes entraron en rivalidades por el control del movimiento y establecieron diferentes organizaciones. Ya en 1860, cinco ramas (o congregaciones) de la iglesia original nunca se afiliaron a ningún grupo y se encontraron sin afiliación a otras ramas de los Santos de los Últimos Días. Ubicadas en Bloomington, Illinois, Crow Creek, Illinois, Half Moon Prairie, Illinois, Eagle Creek, Illinois y Vermillion, Indiana, estas ramas se unieron bajo el liderazgo de Hedrick en mayo de 1863. Los Hedrickitas regresaron a Independence en 1867 para adquirir los terrenos para el templo con el nombre de la "Iglesia de Cristo" y han tenido su sede central en este estratégico lugar sagrado desde entonces.

### SigloXX
En la década de 1920, la Iglesia del Terreno del Templo se dividió entre los adherentes y los opositores de una serie de mensajes supuestamente revelados por Juan el Bautista a Otto Fetting, un apóstol de la iglesia, si bien los primeros once mensajes fueron aceptados por los miembros del Terreno del Templo, el  duodécimo fue rechazado, lo que llevó a Fetting a retirarse con sus seguidores y fundar la Iglesia de Cristo (Fettingita). La organización del Terreno del Templo retuvo el nombre y las propiedades de la iglesia.
Posteriormente, la Iglesia de Cristo con el Mensaje de Elías se separó de los Fettingitas y creció hasta tener unos 12.000 miembros.
En la década de 1930, la iglesia hizo excavaciones en el sitio en un intento de construir un templo en ese lugar, pero sus esfuerzos se vieron estancados por la Gran Depresión y la excavación fue terminada y vuelta a rellenar. 
El 1 de enero de 1990, Jordon Smith, un exmiembro de la Iglesia de Cristo (Terreno del Templo) incendió el edificio de la iglesia luego de haber sido excomulgado por unirse a la iglesia mormona. El fuego causó daños significativos en el segundo piso del edificio, pero el primer piso que contenía los registros de la iglesia e importantes documentos se mantuvo intacto. El 1 de febrero de 1990, el edificio construido originalmente en 1905, fue demolido y construido uno nuevo en su lugar. 
El nuevo edificio fue inaugurado el  5 de abril de 1992.

### Actualidad
La iglesia ocupa actualmente una propiedad en Independence, Misuri considerada por los Santos de los Últimos Días como el "Lote del Templo" designado por el profeta Joseph Smith para ser el sitio del templo de la Nueva Jerusalén, una ciudad sagrada a ser construida como preparación de la Segunda Venida de Jesucristo.